# Янке, Герман
Герман Фридрих Янке (нем. Hermann Jahnke; 20 апреля 1845, Чепин (ныне Чепино, гмина Грыфино, Грыфинский повят, Западно-Поморское воеводство, Польша) — 12 декабря 1908, Штадт-Велен) — прусский писатель
, драматург, редактор, издатель.

## Биография
Окончил педагогическую семинарию в Бромберге. Затем учительствовал. В 1870 году переехал в Берлин, продолжал работать учителем. С 1883 по 1885 был соредактором журнала «De Eekbom». В 1891 году основал профсоюз учителей-писателей.
Издавал произведения основоположника современной литературы на нижненемецком языке Фрица Рейтера.
Автор ряд пьес на верхне- и нижненемецком диалектах.

## Избранные произведения
- «Bühne und Kanzel» (1874);
- «Die neue Lorelei» (1875);
- «Nawer Bismarck» (1875);
- «Tante Voss» (1875);
- «Dörchleuchting» (1876);
- «Up ewig ungedelt» (1885);
- «Kurbrandenburg in Afrika» (1885);
- «Eberhard von Rochow» (1888);
- «Kaiser Wilhelm und der Fürhling» (1888);
- «Kein Hüsung» (1891);
- «Gold und Eisen» (1893) и др.